# Лас-Вегас-Гаррі Рід
Міжнародний аеропорт імені Гаррі Ріда (до 14 грудня 2021 року — Міжнародний аеропорт МакКарран) (IATA: LAS, ICAO: KLAS, FAA ідент. місц.: LAS) — основний комерційний аеропорт, який обслуговує Лас-Вегас — найбільше місто в штаті Невада. Розташований аеропорт у Парадайзі, приблизно 8 км на південь від центру міста Лас-Вегас. Аеропорт належить Департаменту авіації округу Кларк. Його назвали на честь пізнього сенатора США Пата МакКаррана, члена Демократичної партії, який сприяв розвитку авіації як в Лас-Вегасі, так і в національному масштабі. LAS охоплює 11,3 км2 землі.
14 грудня 2021 року аеропорт було перейменовано на честь американського сенатора від штату Невада і члена Демократичної партії Гаррі Ріда.
Аеропорт був побудований у 1942 році і відкритий для комерційних польотів у 1948 році. З тих пір він зазнав суттєвої експансії і використовував різні інноваційні технології, такі як об'єкти загального користування. Аеропорт складається з чотирьох злітно-посадкових смуг та двох пасажирських терміналів: Термінал 1 та Термінал 3. Термінал 1 складається з чотирьох складових, а саме: ворота A, B, C і D; Термінал 3 містить E ворота. Між системою безпеки після терміналу 1 терміналу 3 та воротами C та D, а також між воротами D та терміналом 3 знаходиться система руху людей. На схід від пасажирських терміналів — знаходиться центр авіавантаження Marnell, а на заході аеропорту розташовані об'єкти для операторів фіксованого базування та компаній вертольотів.
2015 року МакКарран перевіз понад 45,3 млн пасажирів, що на 5,8 % більше, ніж у попередньому році, але все ще нижче рівня рецесії. Це 27-й найзавантаженіший аеропорт у світі пасажирськими перевезеннями та 8-й найзавантаженіший за рухом літаків. Аеропорт має безпересадочні авіаперевезення до Північної Америки, Європи та Азії. Це діюча операційна база для Allegiant Air, а також технічна база для Frontier Airlines, Southwest Airlines, та Spirit Airlines.

## Злітно-посадкові смуги

Runways and terminals at McCarran International Airport

Аеропорт МакКарран має 4 злітно-посадкових смуги:
| Злітно-посадкова смуга | Довжина (метри) | Ширина (метри) | ILS |
| ---------------------- | --------------- | -------------- | --- |
| 1L/19R                 | 2 740           | 46             | 1L  |
| 1R/19L                 | 2 978           | 46             | —   |
| 8L/26R                 | 4 423           | 46             | 26R |
| 8R/26L                 | 3 208           | 46             | 26L |

Всі злітно-посадкові смуги були зроблені з бетону, більш міцним матеріалом, ніж попередній асфальт. У квітні 2016 р. 8L / 26R стала останньою злітно-посадочною смугою, яку слід відновити. Ця злітна смуга також є найдовшою в МакКаррані і зазвичай обслуговує одну третину річного трафіку аеропорту. Паралельно з цим — злітно-посадкова смуга 8R / 26L, яка відкрилася в 1991 році. На західній стороні аеропорту є злітно-посадкові смуги 1L / 19R і 1R / 19L. 1L / 19R спочатку була короткою злітно-посадочною смугою, пристосованою для легких літаків, перш ніж вона була значно розширена і подовжена в 1997 році. Між двома паралельними злітними смугами була злітно-посадкова смуга 14/32, яка була виведена з експлуатації. Злітні смуги 8L / 26R та 8R / 26L раніше називалися 7L / 25R і 7R / 25L, відповідно. В серпні 2017 року злітно-посадкові смуги були перейменовані на 8L / 26R і 8R / 26L, після географічного зміщення магнітних полюсів планети більш ніж на 3 градуси, порогові значення для нумерації, встановленого FAA.
Типова суха погода в МакКаррані дозволяє виконувати правила візуального польоту в 99 % випадків; видимість потрапляє до граничних і лише інструментальних умов менш ніж 1 % часу.

## Термінали

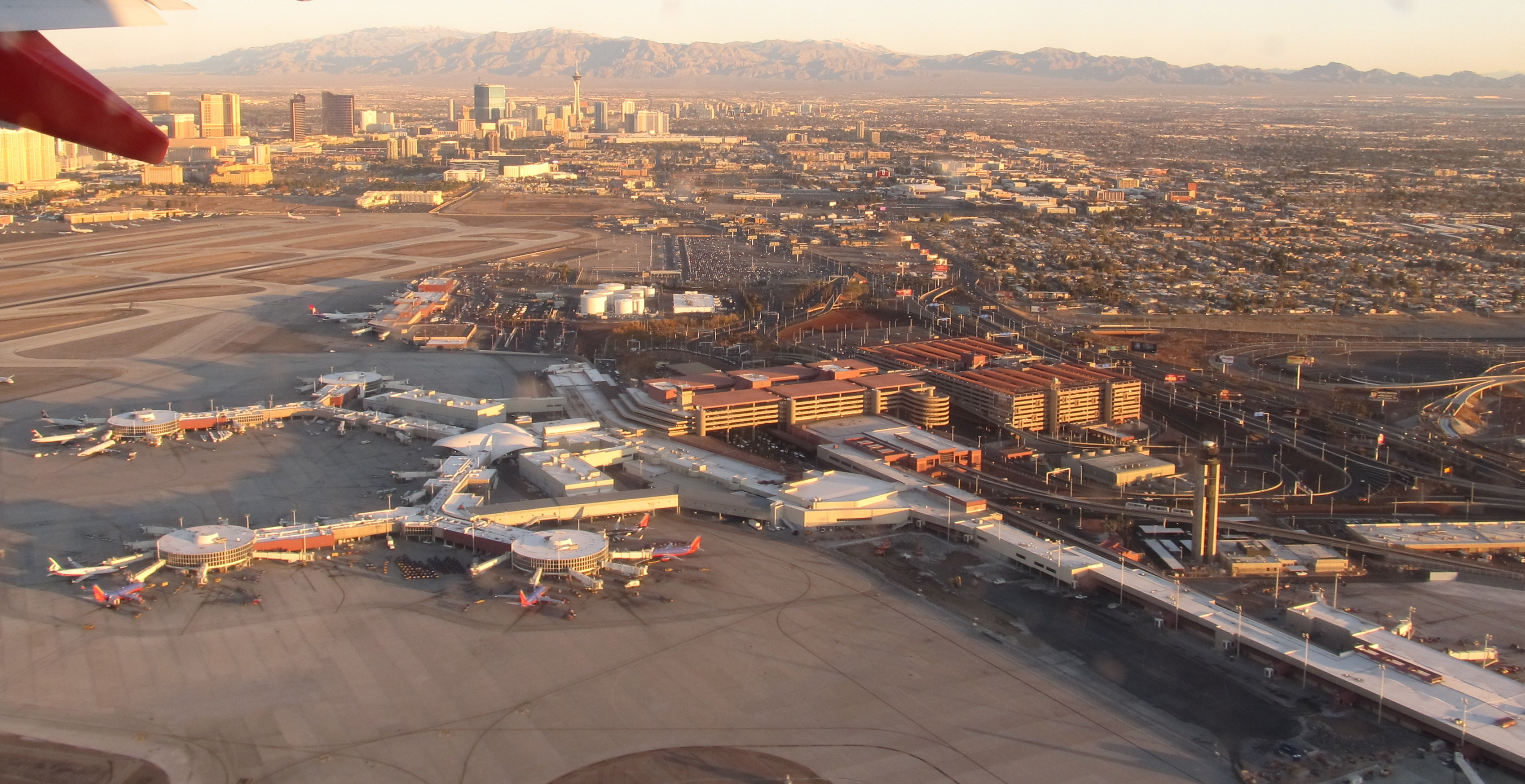
Термінал 1, ворота А і В

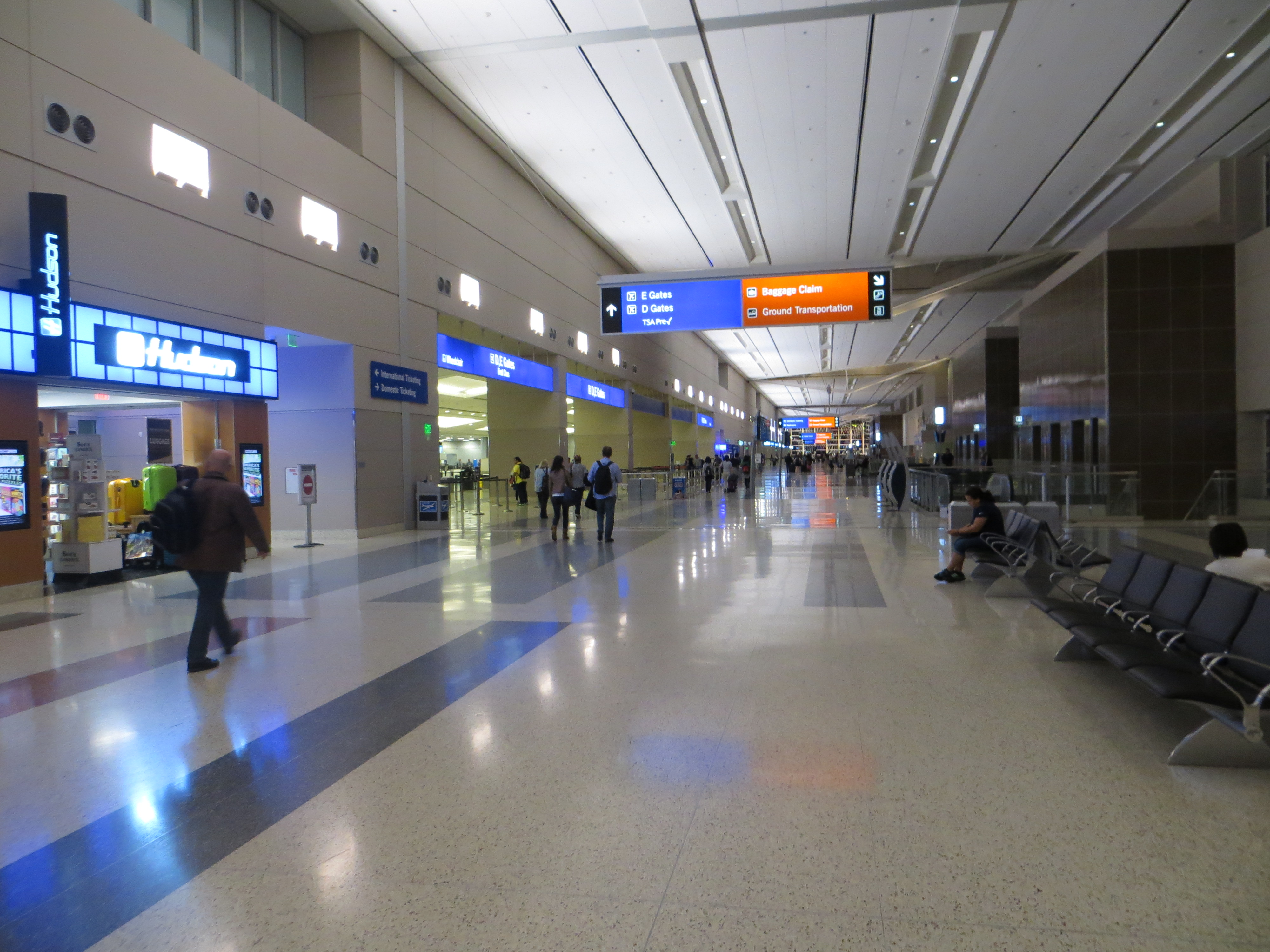
Реєстраційна зала у терміналі 3

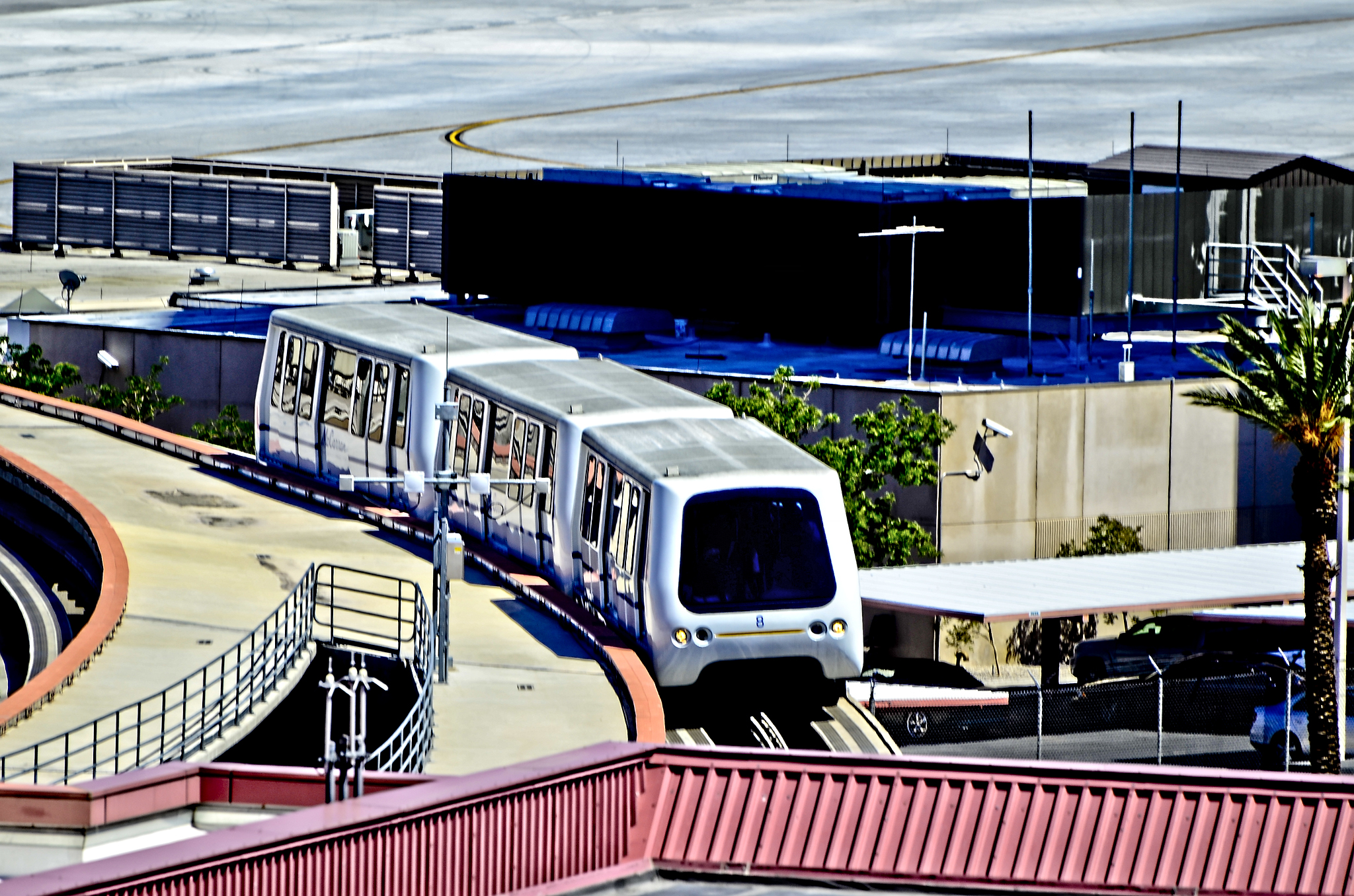

Аеропорт МакКарран налічує 2 термінали, Терміналі 1 та Терміналі 3, а також 5 вестибюлів із загальною кількістю 92 воріт. Термінал 1 відкритий у 1963 році, термінал 2 - у 1986 році, а термінал 3 - у 2012 році. До завершення Терміналу 3 термінал 2 здійснював міжнародні рейси. Після відкриття терміналу 3 термінал 2 став зайвим і був зруйнований в 2016 році.

### Термінал 1
Термінал 1 відкрився 15 березня 1963 р., І розширявся з 1970 до 1974 рр. З поточними воротами А і В. В даний час термінал 1 має чотири вестибюлі, кожен з яких підключений до центральної зони попереднього захисту. Купити квитки та квитки на багаж розташовані можна на 1 поверсі. На другому рівні розміщені три контрольно-пропускні пункти, є еспланат з кількома роздрібними торговельними представництвами та лаунж USO для військових. На захід від зони попередньої охорони є ворота А та ворота В, два Y-подібні з'їзди з кільцевими кінцями. На південь розташовані ворота C, до яких можна дістатись зеленою лінією трамвайної системи. Супутникові ворота D, які відкрилися у 1998 році, розташовані на сході та містять три зали: "Centurion" для власників карток American Express; "Club at LAS", який доступний усім пасажирам за додаткову плату; і "United Club". Блакитна лінія трамвайної системи зв'язує ворота D з зоною попередньої безпеки.

### Термінал 3
Термінал 3 обслуговує всі міжнародні та деякі внутрішні рейси до аеропорту МакКарран. Нульовий рівень терміналу містить митницю, багажний контроль та лаунж USO. Заїзд, контроль безпеки, другий клуб LAS, і всі ворота розташовані на 2-му рівні.Термінал має в цілому чотирнадцять воріт, сім з яких є внутршніми (E8-E12, E14-E15), а інші сім міжнародними (E1-E7).

### Колишній термінал 2
Термінал 2 відкрився в грудні 1991 року як чартерний міжнародний термінал, який обслуговує всі міжнародні рейси та деякі внутрішні рейси до аеропорту. Він був розташований на місці двох попередніх терміналів, один авіакомпанії PSA, а інший - American Airlines. Термінал PSA був перетворений на міжнародний термінал до того, як обидва термінали були зруйновані, щоб збудувати один термінал. Він мав вісім воріт (T2-1 - T2-8), чотири з яких могли j,ckeujdedfnb міжнародні рейси. Термінал 2 закритий після відкриття терміналу 3, і він був зруйнований на початку 2016 року.

## Авіалінії та напрямки на 2 листопада 2018

### Пасажирські
| Авіакомпанія                                                                               | Пункт призначення | Джерела |
| ------------------------------------------------------------------------------------------ | --- | ------- |
| Aeroméxico                                                                                 | Мехіко | [ 23 ]  |
| Aeroméxico Connect                                                                         | Монтеррей | [ 23 ]  |
| Air Canada Rouge                                                                           | Калгарі, Едмонтон, Монреаль-Трюдо, Торонто-Пірсон, Ванкувер | [ 24 ]  |
| Alaska Airlines                                                                            | Лос-Анджелес, Нью-Йорк-Дж. Кеннеді, Портленд (Орегон), Сан-Франциско, Сіетл-Такома Сезонний: Анкоридж | [ 25 ]  |
| Allegiant Air                                                                              | Альбукерке, Епплтон, Остін, Беллевілл-Сент-Луїс, Беллінгем, Біллінгс, Бісмарк, Бойсе, Боузмен, Седар-Репідс-Айова-Сіті, Чикаго-Рокфорд, Цинциннаті, Демон, Ель-Пасо, Євген, Фарго, Фаєттевілл-Бентонвілл, Френсо, Гранд-Форкс, Гранд-Айленд, Гранд-Джанкшон, Гранд-Репідс, Грейт-Фоллс, Айдахо-Фоллс, Індіанаполіс, Каліспелл, Кноксвілл, Ларедо, Луїсвілл, МакАллен (Техас), Медфорд, Мемфіс, Мінот, Міссоула, Монтерей, Молін-Квад-Сітіс, Окленд, Оклагома-Сіті, Омаха, Пеорія, Фінікс-Меса, Репід-Сіті, Ріно-Тахо, Сан-Антоніо, Санта-Марія (Каліфорнія), Шревепорт, Сью-Фоллс, Саут-Бенд, Спрінгфілд-Бренсон, Стоктон, Трай-Сітіс (Вайоминг), Талса, Вічита Сезонний: Монтроуз                             | [ 26 ]  |
| American Airlines                                                                          | Шарлотт, Чикаго-О'Хара, Даллас-Форт-Верт, Лос-Анджелес, Маямі, Нью-Йорк-Дж. Кеннеді, Філадельфія, Фінікс-Скай-Харбор, Вашингтон-Національний | [ 27 ]  |
| British Airways                                                                            | Лондон-Хітроу Сезонний: Дондон-Гатвік | [ 28 ]  |
| California Pacific Airlines                                                                | Карлсбад (починається 15 листопада 2018) | [ 29 ]  |
| Condor                                                                                     | Франкфурт, Мюнхен | [ 30 ]  |
| Contour Airlines                                                                           | Пейдж (починається 6 листопада 2018), Санта-Барбара | [ 32 ]  |
| Copa Airlines                                                                              | Панама | [ 33 ]  |
| Delta Air Lines                                                                            | Атланта, Бостон, Цинциннаті, Детройт, Лос-Анджелес, Міннеаполіс-Сент-Пол, Нью-Йорк-Дж. Кеннеді, Солт-Лейк-Сіті, Сіетл-Такома Сезонний: Гонолулу | [ 34 ]  |
| Delta Connection                                                                           | Лос-Анджелес, Округ Орендж, Солт-Лейк-Сіті, Сан-Дієго, Сан-Хосе (Каліфорнія) | [ 34 ]  |
| Edelweiss Air                                                                              | Сезонний: Цюрих | [ 35 ]  |
| El Al                                                                                      | Тель-Авів | [ 36 ]  |
| Eurowings\|\|Дюссельдорф (починається 3 липня 2019) Сезонний: Мюнхен\|\| align="center" \| | |         |
| Flair Airlines                                                                             | Сезонний: Едмонтон (Починається 8 листопада 2018), Вінніпег (починається 15 грудня 2018) | [ 40 ]  |
| Frontier Airlines                                                                          | Атланта, Остін, Калгарі, Чикаго-О'Хара, Цинциннаті, Клівленд, Колорадо-Спрігс, Денвер, Грінвілл-Спартанбург, Індіанаполіс, Джексонвілл (Флорида), Медісон, Мемфіс, Мілвокі, Нашвілл, Норфолк, Омаха, Орландо, Ралей-Дурхам, Сакраменто, Солт-Лейк-Сіті, Сан-Антоніо, Сан-Хосе (Каліфорнія), Спокейн, Сент-Луїс, Тампа, Вашингтон-Даллес Сезонний: Канкун (починається 21 грудня 2018), Форт-Маєрс (починається 17 листопада 2018), Сан-Хосе-дель-Кабо (починається 15 грудня 2018), Сан-Франциско | [ 48 ]  |
| Hainan Airlines                                                                            | Пекін-Столичний | [ 49 ]  |
| Hawaiian Airlines                                                                          | Гонолулу | [ 50 ]  |
| Interjet                                                                                   | Гвадалахара, Мехіко, Монтеррей | [ 51 ]  |
| JetBlue Airways                                                                            | Бостон, Форт-Лодердейл, Лонг-Біч, Нью-Йорк-Дж. Кеннеді | [ 52 ]  |
| JetSuiteX                                                                                  | Чартер: Бербанк, Конкорд (Каліфорнія), Окленд, Округ Орендж | [ 53 ]  |
| KLM                                                                                        | Амстердам (починається 6 червня 2019) | [ 54 ]  |
| Korean Air                                                                                 | Сеул-Інчхон | [ 55 ]  |
| TAM Airlines                                                                               | Сезонний: Сан-Паулу-Гуарульюс | [ 56 ]  |
| Norwegian Air Shuttle                                                                      | Сезонний: Лондон-Гатвік | [ 57 ]  |
| Omni Air International                                                                     | Чартер: Гонолулу | [ 58 ]  |
| Southwest Airlines                                                                         | Альбукерке, Амарілло, Атланта, Остін, Балтимор, Бірмінгем (Алабама), Бойсе, Буффало, Бербанк, Чикаго-Мідуей, Клівленд, Колумбус, Даллас-Лав, Денвер, Де-Мон, Детройт, Ель-Пасо, Форт-Лодердейл, Х'юстон-Хоббі, Індіанаполіс, Канзас-Сіті, Літтл-Рок, Лонг-Біч, Лос-Анджелес, Луїсвілл, Лаббок, Мідленд-Одесса, Мілвокі, Нашвілл, Новий Орлеан, Окленд, Оклагома-Сіті, Омаха, Онтаріо, Округ Орендж, Орландо, Фінікс-Скай-Харбор, Піттсбург, Портленд (Орегон), Ралей-Дурхам, Ріно-Тахо, Сакраменто, Сент-Луїс, Солт-Лейк-Сіті, Сан-Антоніо, Сан-Дієго, Сан-Франциско, Сан-Хосе (Каліфорнія), Сіетл-Такома, Спокейн, Тампа, Таксон, Талса, Вічита Сезонний: Олбані, Гартфорд, Філадельфія, Міннеаполіс-Сент-Пол | [ 60 ]  |
| Spirit Airlines                                                                            | Атланта, Балтимор, Бостон, Чикаго-О'Хара, Клівленд, Колумбус, Даллас-Форт-Верт, Денвер, Детройт, Форт-Лодердейл, Х'юстон-Інтерконтінентал, Канзас-Сіті, Лос-Анджелес, Міннеаполіс-Сент-Пол, Ньюарк, Новий Орлеан, Окленд, Орландо, Філадельфія, Піттсбург, Портленд (Орегон), Сан-Дієго, Сіетл-Такома, Тампа | [ 63 ]  |
| Sun Country Airlines                                                                       | Міннеаполіс-Сент-Пол Сезонний: Даллас-Форт-Верт, Портленд (Орегон), Санта-Роза | [ 64 ]  |
| Swoop                                                                                      | Абботсфорд, Едмонтон, Гамілтон (Онтаріо) | [ 65 ]  |
| Thomas Cook Airlines                                                                       | Манчестер | [ 66 ]  |
| United Airlines                                                                            | Чикаго-О'Хара, Денвер, Х'юстон-Інтерконтінентал, Лос-Анджелес, Ньюарк, Сан-Франциско, Вашингтон-Даллес | [ 67 ]  |
| United Express                                                                             | Лос-Анджелес, Сан-Франциско | [ 67 ]  |
| Virgin Atlantic                                                                            | Лондон-Гатвік (закінчується 30 березня 2019), Лондон-Хітроу (починається 31 березня 2019) Сезонний: Манчестер | [ 69 ]  |
| VivaAerobus                                                                                | Мехіко Сезонний: Монтеррей | [ 70 ]  |
| Volaris                                                                                    | Гвадалахара, Мехіко | [ 71 ]  |
| WestJet                                                                                    | Калгарі, Едмонтон, Торонто-Пірсон, Ванкувер, Вінніпег Сезонний: Регіна, Саскатун | [ 72 ]  |

### Вантажні
Наступні вантажні авіалінії обслуговують аеропорт Маккаран:
- Aloha Air Cargo[73]
- FedEx Express[74]
- UPS Airlines[74]